# Rottersdorfer Straße 3 (Magdeburg)

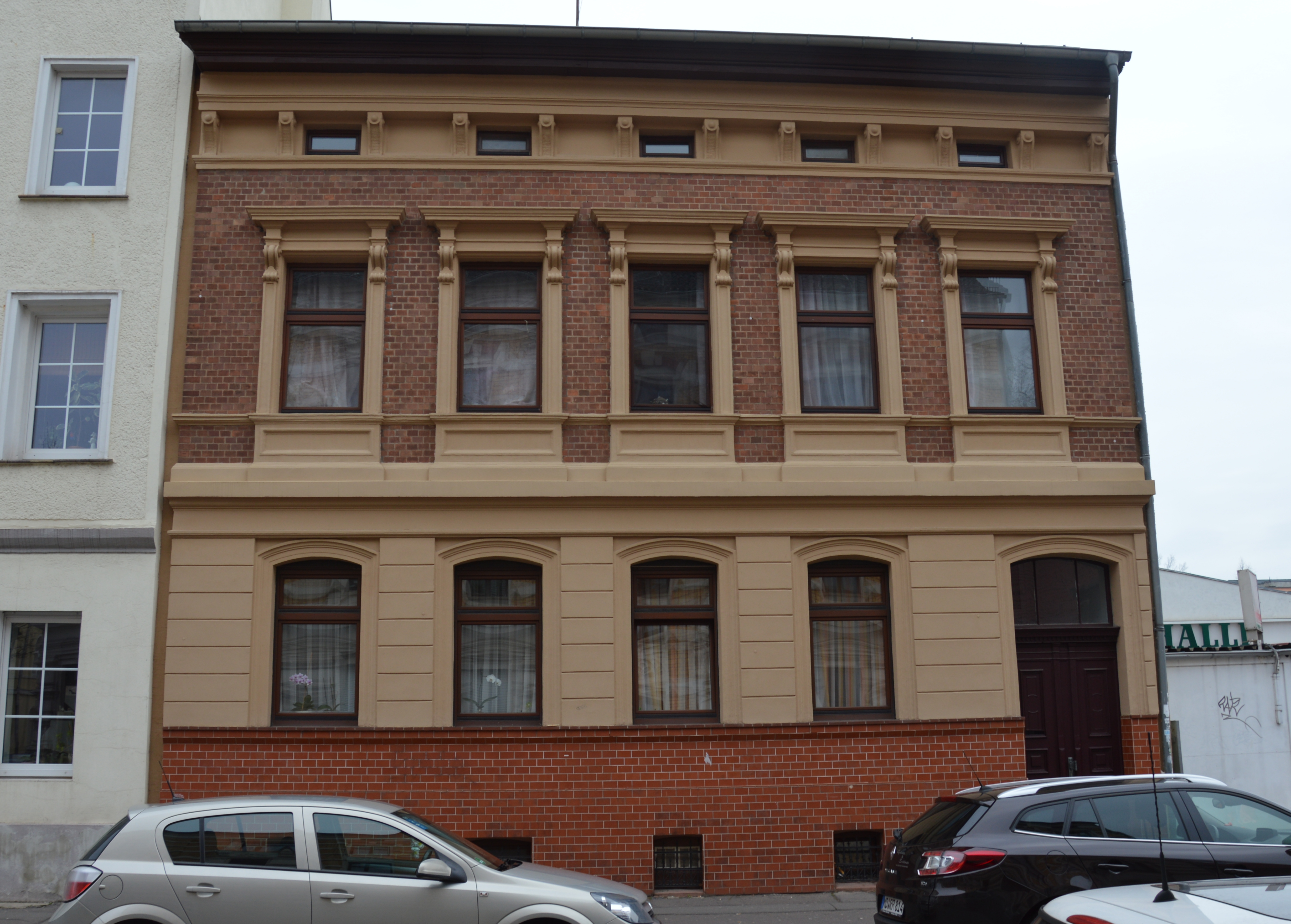
Haus Rottersdorfer Straße 3

Das Gebäude Rottersdorfer Straße 3 ist ein denkmalgeschütztes Wohnhaus in Magdeburg in Sachsen-Anhalt.

## Lage
Es befindet sich auf der Nordostseite der Rottersdorfer Straße im Magdeburger Stadtteil Sudenburg.

## Architektur und Geschichte
Der zweieinhalbgeschossige traufständige Bau entstand am Ende des 19. Jahrhunderts. Die fünfachsige Fassade ist im Stil der Neorenaissance gestaltet und im Erdgeschoss verputzt. Die aufrecht rechteckigen Fensteröffnungen sind im Erdgeschosses mit Segmentbögen überspannt. Im oberen Stockwerk besteht eine ziegelsichtige Fassade. Die Fensteröffnungen sind mit einer Putzrahmung umgeben. Das Gebäude ruht auf einem hohen Sockel, der jedoch in späterer Zeit verändert wurde. Der Bau verfügt darüber hinaus über ein Mezzaningeschoss und ist mit einem Flachdach bedeckt.
Die in der östlichen Hälfte der Fassade befindliche Eingangstür ist noch im bauzeitlichen Original erhalten. Sie besteht aus zwei schmalen Flügen und verfügt über ein Oberlicht.
Im örtlichen Denkmalverzeichnis ist das Wohnhaus unter der Erfassungsnummer 094 76831 als Baudenkmal verzeichnet.
Das Gebäude gilt als Teil des Ensembles um die Sankt-Marien-Kirche als städtebaulich bedeutsam.